# Lada Granta
Lada Granta - ruski putnički automobil proizveden od strane AvtoVAZa i IzhAvtoa. Njegova prodaja počela je 22. prosinca 2011. Proizvodi se u Toljattiju i Iževsku.

## Povijest imena
U početku, projekt imao je radni naslov «niska cijena» (low cost). Naziv za automobil je izabran od tisuća opcija koje su podnesene u natječaju, najavio je AvtoVAZ. Pobjednik natjecanja bio je stanovnik Krasnojarska Pavel Zaharov. Za nagradu na Moskva Motor Showu 2010. službeno je predstavio Ladu Kalinu.

## Razine opreme
Granta dolazi u tri različite razine opreme: standard, norma i lux. Norma uključuje: servo, prednje električne podizače stakala, power bravu i putno računalo, dok lux ima i: suvozački zračni jastuk, ABS, stražnje električne podizače stakala, klimu, grijane retrovizore, CD/MP3 player i grijana prednja sjedala.

## Galerija slika
- Prva Lada Granta - pogled sprijeda
- Prva Lada Granta - pogled sa strane
- Prva Lada Granta - pogled straga
- Lada Granta Cross